# NGC 320
NGC 320 is een balkspiraalstelsel in het sterrenbeeld Walvis. NGC 320 staat op ongeveer 229 miljoen lichtjaar van de Aarde.
NGC 320 werd in 1886 ontdekt door de Amerikaanse astronoom Francis Preserved Leavenworth.

## Synoniemen
- PGC 3510
- ESO 541-3
- MCG -4-3-37
- IRAS00563-2106